# جيمي كي
جيمي كي (بالإنجليزية: Jimmy Key)‏ هو لاعب كرة قاعدة أمريكي، ولد في 22 أبريل 1961 في هنتسفيل في الولايات المتحدة.

## وصلات خارجية
- جيمي كي على موقع دوري كرة القاعدة الرئيسي (الإنجليزية)
- جيمي كي على موقعبيزبول رفرنس.كوم (الدوري الرئيسي) (الإنجليزية)
- جيمي كي على موقع مشجعي الرسوم البيانية (الإنجليزية)